# Atlético Bucaramanga
El Club Atlético Bucaramanga Corporacion Deportiva, habitualment conegut com a Atlético Bucaramanga, és un club colombià futbol de la ciutat de Bucaramanga.
Va ser fundat el 1949.

## Enllaços externs

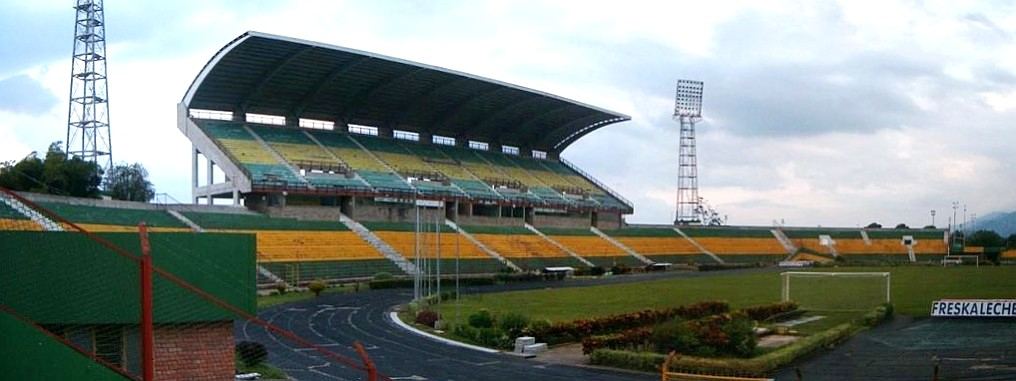
Foto de l'estadi Alfonso López

## Palmarès
- Primera A (1): 2024-I
- Primera B (2): 1995, 2015